# Рас (сыр)
Рас (масри جبنة رومى Gebna Rūmi) — один из основных египетских сортов сыра, самый популярный в Египте твёрдый сыр. Имеет резкий запах, солоноватый вкус различной степени (в зависимости от выдержки).
Происходит от греческого сыра Кефалотири. Принадлежит к тому же семейству, что и Манчего, Идиасабаль или Пекорино Романо. Изготавливается из натурального коровьего молока или смеси коровьего с буйволиным. Закваска не используется. Может добавляться чёрный перец. Готовый продукт выпускается в виде диска массой 10 кг либо в ломтиках, расфасованных в вакуумной упаковке. При жарке смягчается и выделяет немного масла, но сохраняет свою форму. Пищевая ценность — 353 ккал на 100 г, жирность — 28 %.
Через 3—4 месяца годится для нарезки. Приблизительно через 3 года достигает средней степени созревания, через 8—12 лет считается «старым». С возрастом становится более острым и рассыпчатым.
В порядке эксперимента при повышенной с 70 до 75 °C температуре пастеризации из молока пониженной с 4 % до 2 % жирности вырабатывался сыр приемлемого качества. Добавление ультрафильтрата обезжиренного молока повышало содержание белка при снижении количества жира и влаги, что делало консистенцию сыра более твёрдой.
Для подавления роста плесневых грибов Аспергилл (Aspergillus ochraceus) и биосинтеза охратоксина при созревании сыра используется прополис.